# Алдарово (Кировская область)
 Алдарово  — деревня в Малмыжском районе Кировской области. Входит в состав  Новосмаильского сельского поселения.

## Население
| 2010 |
| ---- |
| 103  |

## География
Расстояние до районного центра — 16 км. Высота над уровнем моря — 112 м. Деревня расположена на берегу реки Большая Китячка.